# Monty Bowden
Pour les articles homonymes, voir Bowden.
Ne doit pas être confondu avec Montagu Brownlow Parker.
Montague Parker Bowden, dit Monty Bowden, est un joueur de cricket international anglais né le 1er novembre 1865 à Stockwell et mort le 19 février 1892 à Umtali en Rhodésie du Sud (désormais Mutare au Zimbabwe). Gardien de guichet du Surrey County Cricket Club de 1883 à 1888, il participe à une tournée privée en Afrique du Sud en 1888-1889. Deux des matchs qu'il y joue sont rétrospectivement considérés comme des test-matchs entre l'Afrique du Sud et l'Angleterre, dont il est, à 23 ans, le plus jeune capitaine à ce niveau. Il s'installe en Afrique du Sud puis en Rhodésie à l'issue de la tournée. Il y meurt à l'âge de 26 ans.

## Biographie

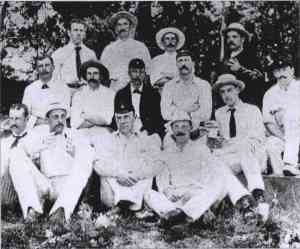
Les participants de la tournée anglaise en Afrique du Sud en 1888-1889. Bowden est au premier rang, deuxième en partant de la gauche.

Monty Bowden naît le 1er novembre 1865 à Stockwell dans le Surrey. Il est éduqué au Dulwich College de Dulwich. Il débute en cricket « first-class » avec le Surrey County Cricket Club en 1883. Il marque avec cette équipe 430 courses à la moyenne de 30,10 au cours de la saison 1888. Cette année-là, il est sélectionné à plusieurs reprises avec l'équipe des « Gentlemen » (amateurs) : deux fois pour affronter les « Players » pour le match traditionnel Gentlemen v. Players (professionnels) et à l'occasion d'un match contre les Australiens en visite en Angleterre.
En 1888, Robert Barton, un officier britannique qui rentre en Angleterre après avoir été basé en Afrique du Sud, où il a joué au cricket, décide d'y organiser une tournée composée de joueurs anglais. Il monte une équipe d'un niveau très relatif et loin d'être représentative, comptant d'un côté sept sportifs qui participent régulièrement aux matchs inter-comtés en Angleterre et de l'autre trois joueurs pour qui la tournée constitue leur entière « carrière ». Charles Aubrey Smith en est le capitaine, et Bowden en fait partie. L'équipe dispute principalement diverses parties contre des équipes locales supérieures en nombre. Deux rencontres, dans lesquelles figure Bowden, annoncées sous le nom « Major Warton's XI v South Africa XI », se jouent à onze contre onze et sont plusieurs années plus tard classées comme des test-matchs entre Angleterre et Afrique du Sud. Pour la seconde, organisée en mars 1889 à Newlands, au Cap, Aubrey Smith étant malade, c'est Monty Bowden qui, à 23 ans et 144 jours, dirige l'équipe. Il est rétrospectivement et sans le savoir le plus jeune capitaine de l'équipe d'Angleterre à ce niveau.
Après la tournée, Bowden reste en Afrique du Sud avec Aubrey Smith, où ils deviennent agents de change. Il participe au premier match de l'histoire de la Curry Cup, le tournoi inter-provincial de cricket en Afrique du Sud, réalisant des scores de 63 et 126 courses avec l'équipe du Transvaal. Il fait ensuite partie de la colonne de pionniers de Cecil Rhodes qui s'installent dans ce qui devient la Rhodésie. Il meurt à Umtari (actuelle Mutare, Zimbabwe) dans la hutte qui sert d'hôpital, après avoir été piétiné par son propre bétail. Son corps doit être protégé des lions qui rôdent avant d'être enterré dans un cercueil fait de caisses de whisky.

## Bilan sportif

### Principales équipes
| Équipe                     | Test        |
| -------------------------- | ----------- |
| Angleterre                 | 1888        |
| Équipe                     | First-class |
| Surrey (Angleterre)        | 1883 - 1888 |
| Transvaal (Afrique du Sud) | 1889-1890   |

### Statistiques
Bowden a 23 ans et 144 jours quand il est le capitaine de l'équipe du Major Barton qui affronte une sélection sud-africaine. Cette rencontre étant rétrospectivement classée comme un test-match, Bowden est le plus jeune capitaine de l'équipe d'Angleterre à ce niveau. Il compte, sans le savoir, deux « sélections » à ce niveau, deux parties disputées en mars 1889, l'une à St George's Park à Port Elizabeth et la seconde, celle où il est capitaine, à Newlands au Cap.
Il marque 25 courses à la moyenne de 12,50 au cours de ces deux test-matchs ; en 86 rencontres cataloguées « first-class », il totalise 2 316 courses à la moyenne de 20,13, dont trois centuries, le plus élevé, 189 courses, ayant été marqué pour le Surrey.